# 한덕희
한덕희(1987년 2월 20일 ~ )는 대한민국의 전 축구 선수이며 포지션은 미드필더였다.